# Pristimantis omeviridis
Espèce
Pristimantis omeviridis est une espèce d'amphibiens de la famille des Craugastoridae.

## Répartition
Cette espèce se rencontre en Équateur dans les provinces d'Orellana et de Napo et au Pérou dans la région de Loreto entre 154 et 382 m d'altitude.
Sa présence est incertaine au Pérou et au Brésil.

## Description
Les mâles mesurent de 17,77 à 23,31 mm et les femelles de 26,10 à 30,91 mm.

## Publication originale
- Ortega-Andrade, Rojas-Soto, Valencia, Espinosa de los Monteros, Morrone, Ron & Cannatella, 2015 : Insights from integrative systematics reveal cryptic diversity in Pristimantis frogs (Anura: Craugastoridae) from the Upper Amazon Basin. PLOS ONE, vol. 10, no 11, e0143392, p. 1–43 (texte intégral).